# Temporada 1980-1981 del RCD Espanyol
Dades de la Temporada 1980-1981 del RCD Espanyol.

## Fets Destacats
- L'equip guanya els cinc primers partits seguits de lliga, però acabà finalment desè en la competició de lliga
- 20 d'agost de 1980: Torneig Ciutat de Saragossa: Espanyol 0 - Sporting de Lisboa 0[5]
- 21 d'agost de 1980: Torneig Ciutat de Saragossa: Espanyol 3 - Reial Saragossa 2[6]
- 23 d'agost de 1980: Trofeu Colombino: Espanyol 0 - Vasco da Gama 1[7]
- 24 d'agost de 1980: Trofeu Colombino: Espanyol 3 - Dinamo de Zagreb 1[8]
- 27 d'agost de 1980: Torneig Ciutat de Barcelona: Espanyol 2 - Cruz Azul 3[9]
- 28 d'agost de 1980: Torneig Ciutat de Barcelona: Espanyol 2 - Politehnica Timişoara 3[10]
- 5 d'octubre de 1980: Lliga: Espanyol 2 - Reial Madrid 1[11]
- 26 d'octubre de 1980: Lliga: Athletic Club 1 - Espanyol 2[12]
- 11 de gener de 1981: Lliga: Espanyol 1 - FC Barcelona 0[13]
- 1 de febrer de 1981: Lliga: Reial Madrid 1 - Espanyol 2[14]
- 8 de maig de 1981: Gira sud-americana: Selecció del Paraguai 0 - Espanyol 0[15]
- 15 de maig de 1981: Gira sud-americana: Guaraní Antonio Franco 1 - Espanyol 2[16]
- 17 de maig de 1981: Gira sud-americana: Huracán de Comodoro Rivadavia 2 - Espanyol 2[17]
- 20 de maig de 1981: Gira sud-americana: Boca Juniors 0 - Espanyol 0[18]
- 21 de maig de 1981: Gira sud-americana: Colo Colo 1 - Espanyol 1[19]
- 24 de maig de 1981: Gira sud-americana: Selecció del Perú 1 - Espanyol 0[20]
- 30 de maig de 1981: Trofeu Ciudad de Cáceres: Manchester City FC 1 - Espanyol 3[21]
- 31 de maig de 1981: Trofeu Ciudad de Cáceres: Reial Betis 0 - Espanyol 1[22]
- 6 de juny de 1981: Trofeo Ibérico: Espanyol 2 - Vitória Setúbal 1[23]
- 7 de juny de 1981: Trofeo Ibérico: Espanyol 1 - Atlètic de Madrid 4[24]

## Resultats i Classificació
- Lliga d'Espanya: Desena posició amb 34 punts (34 partits, 14 victòries, 6 empats, 14 derrotes, 37 gols a favor i 42 en contra).
- Copa d'Espanya: Eliminà el CF Igualada a la ronda prèvia, però fou eliminat pel Terrassa FC a trenta-dosens de final.

## Plantilla
| P   | Jugador                     | Lliga | Lliga | Copa d'Espanya | Copa d'Espanya |
| P   | Jugador                     | PJ    | G     | PJ             | G              |
| --- | --------------------------- | ----- | ----- | -------------- | -------------- |
| POR | Francisco J. Urruticoechea  | 31    | -39   | 1              | -1             |
| POR | Manuel H. Domínguez         | 3     | -3    | 3              | 0              |
| POR | Miquel Duran                | -     | -     | -              | -              |
| DEF | Javier Escalza              | 31    | -     | 4              | -              |
| DEF | Antoni Arabí                | 25    | -     | 1              | -              |
| DEF | Juan Verdugo                | 23    | 1     | 3              | 1              |
| DEF | Secundino Ayfuch            | 21    | 3     | 1              | -              |
| DEF | Juan Huertas                | 17    | -     | 4              | -              |
| DEF | Ángel Lanchas               | 7     | -     | 2              | -              |
| MIG | Urbano Ortega               | 31    | 3     | 4              | -              |
| MIG | Higinio Vilches             | 29    | 2     | 4              | -              |
| MIG | Jordi Carreño               | 30    | 1     | 3              | -              |
| MIG | Fernando Molinos            | 28    | -     | 4              | -              |
| MIG | Manuel Padilla              | 26    | -     | 2              | -              |
| MIG | Raúl Longhi                 | 9     | -     | 1              | -              |
| MIG | Manuel Zúñiga               | 3     | -     | -              | -              |
| MIG | Manuel Fernández Amado      | 1     | -     | 1              | -              |
| DAV | Roberto Martínez            | 32    | 10    | 2              | 1              |
| DAV | Víctor Morel                | 29    | 3     | 3              | -              |
| DAV | Rafael Marañón              | 27    | 14    | 1              | 2              |
| DAV | Francisco Fortes            | 26    | -     | 4              | -              |
| DAV | Ángel González              | 13    | -     | 3              | -              |
| DAV | Jesús Orejuela              | -     | -     | 1              | -              |
| DAV | Williams Silvio Modesto Bio | -     | -     | -              | -              |